# Aldo Duscher
Álvaro Pedro Duscher, noto come Aldo Duscher (Esquel, 22 marzo 1979), è un ex calciatore argentino, di ruolo centrocampista, attuale commissario tecnico della nazionale Under-20 paraguaiana.

## Carriera

### Club
Ha iniziato la sua carriera calcistica nel Newell's Old Boys (campionato argentino), in cui militò per 3 stagioni ('95-'98) totalizzando 31 presenze e un gol.
Approda nel vecchio continente nel 1998 acquistato dalla Sporting Lisbona. Con la squadra portoghese gioca 5 partite nella SuperLiga in due stagioni (1998-1999 e 1999-2000, vincendo quest'ultima più quattro partite della Coppa UEFA.
Dopo le pessime stagioni nella capitale portoghese, ad acquistarlo è il Deportivo la Coruña. Con la squadra spagnola ha disputato 157 incontri (142 in Primera División e 34 in Champions League), portando a casa una Copa del Rey (2002) e due Supercoppe di Spagna (2000 e 2002).
Nella sessione estiva del calciomercato 2007 passa dal Real Club Deportivo de la Coruña al Racing Santander.
Passa poi all'RCD Espanyol.

### Nazionale
Vanta 3 presenze con la Argentina, collezionate tutte e 3 nel 2005.

## Statistiche

### Cronologia presenze e reti in nazionale
| Cronologia completa delle presenze e delle reti in nazionale ― Germania | Cronologia completa delle presenze e delle reti in nazionale ― Germania | Cronologia completa delle presenze e delle reti in nazionale ― Germania | Cronologia completa delle presenze e delle reti in nazionale ― Germania | Cronologia completa delle presenze e delle reti in nazionale ― Germania | Cronologia completa delle presenze e delle reti in nazionale ― Germania | Cronologia completa delle presenze e delle reti in nazionale ― Germania | Cronologia completa delle presenze e delle reti in nazionale ― Germania |
| Data                                                                    | Città                                                                   | In casa                                                                 | Risultato                                                               | Ospiti                                                                  | Competizione                                                            | Reti                                                                    | Note                                                                    |
| ----------------------------------------------------------------------- | ----------------------------------------------------------------------- | ----------------------------------------------------------------------- | ----------------------------------------------------------------------- | ----------------------------------------------------------------------- | ----------------------------------------------------------------------- | ----------------------------------------------------------------------- | ----------------------------------------------------------------------- |
| 9-2-2005                                                                | Düsseldorf                                                              | Germania                                                                | 2 – 2                                                                   | Argentina                                                               | Amichevole                                                              | -                                                                       | 77’                                                                     |
| 26-3-2005                                                               | La Paz                                                                  | Bolivia                                                                 | 1 – 2                                                                   | Argentina                                                               | Qual. Mondiali 2006                                                     | -                                                                       |                                                                         |
| 4-6-2005                                                                | Quito                                                                   | Ecuador                                                                 | 2 – 0                                                                   | Argentina                                                               | Qual. Mondiali 2006                                                     | -                                                                       | 31’                                                                     |
| Totale                                                                  |                                                                         | Presenze                                                                | 3                                                                       |                                                                         | Reti                                                                    | 0                                                                       |                                                                         |

## Palmarès

### Club

#### Competizioni nazionali
- Campionato portoghese: 1

Sporting Lisbona: 1999-2000
- Supercoppa di Spagna: 2

Deportivo La Coruña: 2000, 2002
- Coppa di Spagna: 2

Deportivo La Coruña: 2001-2002
Siviglia: 2009-2010